# Manfred Maeder
Manfred Maeder (* 14. August 1945) ist ein ehemaliger deutscher Fußballspieler.

## Karriere
Maeder gehörte 20-jährig Tasmania Berlin an, für den er in der Bundesliga, in die der Verein vom DFB zur Saison 1965/66 aufgenommen wurde, vier Punktspiele bestritt. Die Aufnahme erfolgte unerwartet, nachdem der Lokalrivale Hertha BSC zwei Spielzeiten in der 1963 neu gegründeten höchsten deutschen Spielklasse absolviert hatte und aufgrund schwerer Verstöße gegen die Statuten vom DFB in die Regionalliga Berlin zurückgestuft wurde. Zudem war Tennis Borussia Berlin als Meister der Regionalliga Berlin 1964/65 bereits zuvor in der Aufstiegsrunde gescheitert und der zweitplatzierte Verein Spandauer SV verzichtete auf den Aufstieg. Sein Bundesligadebüt bestritt Maeder am 12. März 1966 (25. Spieltag) beim 1:1-Unentschieden im Heimspiel gegen den 1. FC Kaiserslautern; die drei weiteren Punktspiele absolvierte er an den drei aufeinanderfolgenden Spieltagen, die allesamt mit insgesamt 0:15 Toren verloren wurden, darunter auch die bis heute höchste Heimniederlage eines Bundesligisten, als der Meidericher SV mit 9:0 gewann. Er gehörte als einer von 24 Spielern jenem Verein an, der bis heute als Sinnbild des erfolglosesten Vereins in der Bundesligageschichte gilt. Nach einer weiteren Spielzeit in der Regionalliga Berlin, wechselte er zum Aufsteiger Neuköllner Sportfreunde, mit dem er als Vorletzter jedoch umgehend abstieg.